# Muñeira

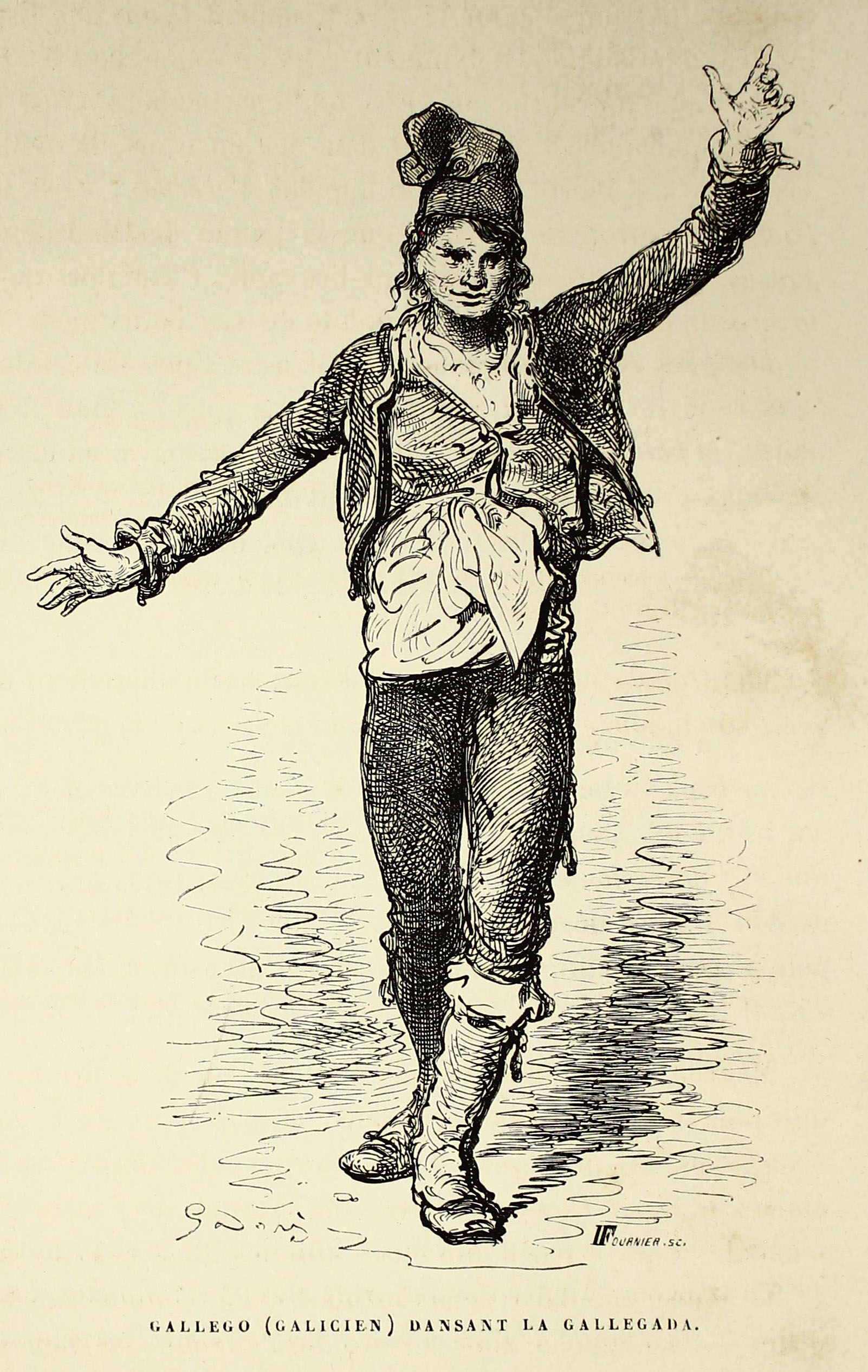
Gallego bailando, de Gustave Doré, ca. 1862.

La muñeira (en gallego, muiñeira: "molinera") es una danza popular de origen gallego que se baila en Galicia y en las comunidades autónomas españolas de Asturias (donde también se la conoce como muñera) y en territorios de Castilla y León limítrofes con Galicia. Según Dionisio Preciado en otras regiones de España se la llama «gallegada». Se canta y baila acompañada de la gaita, el tamboril o tambor, la pandereta (pandeireta), el pandero (pandeiro), 
bombo, charrasco y a veces las conchas (cunchas o vieiras). No existen referencias documentales inequívocas anteriores al siglo XVI. En la actualidad es, sobre todo, una danza instrumental que al igual que la sardana mantiene un ritmo compaseable en 6/8. El nombre muiñeira evoca las jornadas de trabajo en los molinos -en gallego muíños- y el ocio asociado a la espera de la molienda.

## Aturuxo
El aturuxo es un grito que se utiliza en las fiestas, para darle ánimos a los bailarines. Suele ser fuerte, agudo y prolongado.
Se apunta[¿quién?] algunas veces que el "aturuxo" puede tener que ver con las manifestaciones musicales del norte de África, que habrían llegado a Galicia por mar, la denominada "cultura atlántica", patente en otros aspectos musicales, tales como algunas curvas 